# 맨체스터혁신연구소
맨체스터혁신연구소 (Manchester Institute of Innovation Research, MIOIR)는 영국 맨체스터에 위치한 과학기술 및 혁신정책 연구소이다. 맨체스터혁신연구소는 영국 최상위권 명문 대학인 맨체스터대학교의 얼라이언스 맨체스터 경영대학원(Alliance Manchester Business School) 산하 기관이다.
맨체스터혁신연구소는 위트워스홀(Withworth Hall)이 위치한 옥스포드로드(Oxford Rd)의 덴마크빌딩(Denmark Bd)에 위치했으며, 현재는 얼라이언스 맨체스터 비즈니스 스쿨 빌딩(Alliance Manchester Business School Building)으로 자리하고 있다.
맨체스터혁신연구소의 이전 이름은 영국 과학기술공학정책연구소(Policy Research in Engineering, Science and Technology)이다.